# Chalcosyrphus roerichi
Chalcosyrphus roerichi är en tvåvingeart som först beskrevs av Violvitsh 1975.  Chalcosyrphus roerichi ingår i släktet mulmblomflugor, och familjen blomflugor. Inga underarter finns listade i Catalogue of Life.